# Charles Howard, X duca di Norfolk
Charles Howard, X duca del Norfolk (1º dicembre 1720 – 31 agosto 1786), è stato un nobile inglese.

## Biografia

### Giovinezza
Charles era figlio di Henry Charles Howard (c. 1668–1720), imparentato coi Duchi di Norfolk, e di sua moglie, Mary Aylward (c. 1670–1747).
Nel 1730 egli nominò Daniel Coxe al ruolo di Gran Maestro Provinciale della Massoneria delle province di New York, New Jersey e Pennsylvania. Non esistono registri precisi che indichino che Charles Howard stesso fosse un massone, ma questo è molto possibile.

### Matrimonio
Charles sposò Catherine Brockholes (before 1724–1784), figlia di John Brockholes, l'8 novembre 1739.

### Duca di Norfolk
Egli succedette al titolo di Duca di Norfolk nel 1777 alla morte di Edward Howard, IX duca di Norfolk.

### Morte
Charles Howard, X duca di Norfolk morì il 31 agosto 1786 all'età di 65 anni e venne succeduto da suo figlio, Charles Howard, XI duca di Norfolk.

## Discendenza
Lord Charles Howard e Catherine Brockholes ebbero:
- Mary Howard (n. circa 1740)
- Charles Howard, XI duca di Norfolk (1746–1815)

## Ascendenza
|                                   |   |                    | Genitori                                |  |  | Nonni |  |  | Bisnonni                                                  |  |  | Trisnonni                                                |  |
|                                   |   |                    |                                         |  |  |       |  |  | Henry Howard, XXII conte di Arundel e II conte di Norfolk |  |  | Thomas Howard, XXI conte di Arundel e I conte di Norfolk |  |
|                                   |   |                    |                                         |  |  |       |  |  | Henry Howard, XXII conte di Arundel e II conte di Norfolk |  |  | Thomas Howard, XXI conte di Arundel e I conte di Norfolk |  |
|                                   |   | Alethea Talbot     |                                         |  |  |       |  |  | Henry Howard, XXII conte di Arundel e II conte di Norfolk |  |  |                                                          |  |
| Charles Howard                    |   |                    |                                         |  |  |       |  |  | Henry Howard, XXII conte di Arundel e II conte di Norfolk |  |  |                                                          |  |
|                                   |   | Elizabeth Stewart  | Esmé Stewart, III duca di Lennox        |  |  |       |  |  |                                                           |  |  |                                                          |  |
|                                   |   | Elizabeth Stewart  | Esmé Stewart, III duca di Lennox        |  |  |       |  |  |                                                           |  |  |                                                          |  |
|                                   |   | Elizabeth Stewart  | Catherine Clifton, II baronessa Clifton |  |  |       |  |  |                                                           |  |  |                                                          |  |
| Henry Charles Howard              |   | Elizabeth Stewart  |                                         |  |  |       |  |  |                                                           |  |  |                                                          |  |
|                                   |   | George Tattershall | George Tattershall                      |  |  |       |  |  |                                                           |  |  |                                                          |  |
|                                   |   | George Tattershall | George Tattershall                      |  |  |       |  |  |                                                           |  |  |                                                          |  |
|                                   |   | George Tattershall | Elizabeth Biggs                         |  |  |       |  |  |                                                           |  |  |                                                          |  |
| Mary Tattershall                  |   | George Tattershall |                                         |  |  |       |  |  |                                                           |  |  |                                                          |  |
|                                   |   | Mary Astle         | Henry Astle                             |  |  |       |  |  |                                                           |  |  |                                                          |  |
|                                   |   | Mary Astle         | Henry Astle                             |  |  |       |  |  |                                                           |  |  |                                                          |  |
|                                   |   | Mary Astle         | Margaret Calengwod                      |  |  |       |  |  |                                                           |  |  |                                                          |  |
| Charles Howard, X duca di Norfolk |   | Mary Astle         |                                         |  |  |       |  |  |                                                           |  |  |                                                          |  |
|                                   | … | …                  |                                         |  |  |       |  |  |                                                           |  |  |                                                          |  |
|                                   | … | …                  |                                         |  |  |       |  |  |                                                           |  |  |                                                          |  |
|                                   | … | …                  |                                         |  |  |       |  |  |                                                           |  |  |                                                          |  |
| John Aylward                      | … |                    |                                         |  |  |       |  |  |                                                           |  |  |                                                          |  |
|                                   |   | …                  | …                                       |  |  |       |  |  |                                                           |  |  |                                                          |  |
|                                   |   | …                  | …                                       |  |  |       |  |  |                                                           |  |  |                                                          |  |
|                                   |   | …                  | …                                       |  |  |       |  |  |                                                           |  |  |                                                          |  |
| Mary Aylward                      |   | …                  |                                         |  |  |       |  |  |                                                           |  |  |                                                          |  |
|                                   |   | Mathew Porter      | …                                       |  |  |       |  |  |                                                           |  |  |                                                          |  |
|                                   |   | Mathew Porter      | …                                       |  |  |       |  |  |                                                           |  |  |                                                          |  |
|                                   |   | Mathew Porter      | …                                       |  |  |       |  |  |                                                           |  |  |                                                          |  |
| Helen Porter                      |   | Mathew Porter      |                                         |  |  |       |  |  |                                                           |  |  |                                                          |  |
|                                   |   | Marie Hors         | …                                       |  |  |       |  |  |                                                           |  |  |                                                          |  |
|                                   |   | Marie Hors         | …                                       |  |  |       |  |  |                                                           |  |  |                                                          |  |
|                                   |   | Marie Hors         | …                                       |  |  |       |  |  |                                                           |  |  |                                                          |  |
|                                   |   | Marie Hors         |                                         |  |  |       |  |  |                                                           |  |  |                                                          |  |